# مارک کلمن
مارک کلمن (انگلیسی: Mark Kelman)، حقوق‌دان و معاون دانش‌کدهٔ حقوق دانش‌گاه استنفورد است. او، به‌عنوان یک دانش‌مند برجسته، روش‌شناسی علوم اجتماعی را، که مشتمل بر روش‌های علم اقتصاد و روان‌شناسی می‌شد، بر مطالعات حقوقی پیاده کرد. کلمن یکی از پرارجاع‌ترین علمای حقوقی‌ست، که با عنوان یکی از بنیان‌گذاران جنبش مطالعات انتقادی حقوق نیز از او یاد می‌شود. او نویسندهٔ کتاب «راه‌نمایی به‌مطالعات حقوقی انتقادی» نیز هست، و وسیعاً به‌خاطر انتقاد مؤثرش از نظریه کوز شناخته می‌شود، که هستهٔ مرکزی مطالعات حقوق و اقتصاد به‌شمار می‌رود.